# 荔波站
荔波站位于中华人民共和国贵州省黔南布依族苗族自治州荔波县朝阳镇，是贵南高速铁路上的一座铁路车站，车站规模为3台7线，2023年8月8日随贵南高铁开通而投入使用。